# Ширнесс
Ширнесс (англ. Sheerness) — таун та община у північно-західному куту острову Шеппі графства Кент, поблизу місця впадіння річки Медвей у Темзу; регіон Південно-Західна Англія, Англія, Сполучене Королівство. Станом на 2011 рік населення міста — 12000 осіб.
Ширнесс був заснований як форт, у XVI столітті для захисту річки Медвей від нападів з моря. У 1665 році вперше були закладені доки для Королівського флоту, допоміжні споруди, де військові кораблі могли бути забезпечені та відремонтовані. Після нальоту 1667 року на Медвей застарілі укріплення були зміцнені; в 1669 році в місті було створено повноцінну верф Королівського військово-морського флоту, де військові кораблі запасалися та ремонтувалися до його закриття в 1960 році.
У XIX столітті місто почало набувати привабливості як приморський курорт. Промисловість продовжує грати важливу роль у житті міста, а Порт Ширнесс — один з провідних імпортерів автомобілів та свіжої продукції усієї Великої Британії.